# Usinens
Usinens – miejscowość i gmina we Francji, w regionie Owernia-Rodan-Alpy, w departamencie Górna Sabaudia.
Według danych na rok 1990 gminę zamieszkiwało 236 osób, a gęstość zaludnienia wynosiła 31 osób/km² (wśród 2880 gmin regionu Rodan-Alpy Usinens plasuje się na 1392. miejscu pod względem liczby ludności, natomiast pod względem powierzchni na miejscu 1311.).